# Sloan (Iowa)
Sloan è una città degli Stati Uniti d'America, situata nello Stato dell'Iowa, nella contea di Woodbury.